# WWE 하드코어 챔피언십
WWE 하드코어 챔피언십(WWE Hardcore Championship)은 WWE의 챔피언 타이틀이였으며, WWE에서의 하드코어 레슬링을 위한 챔피언십이었다. 1998년 11월 2일에서 맨 카인드로부터 시작하여 2002년 8월 26일 랍 밴 댐이 인터콘티넨탈 챔피언십과 통합하여 폐지된 챔피언십이다. 또한 이 챔피언십은 그랜드 슬램 챔피언십의 달성을 위한 기타급 챔피언십 중 하나이기도 하다. 'WWE 하드코어 챔피언십'인 만큼 '하드코어 룰'로 정해져 있어서 '노 DQ','폴스 카운트 애니웨어', 그리고 24/7룰에 기초하여 언제 어디서든지 심판을 대동하여 경기를 시작할 수 있게 되었다. 이 때문에 하루에 한 명씩 한 명씩 바꿔가는 것이 WWE 하드코어 챔피언십의 특징이다. 덕분에 여성 챔피언도 여러 명 있는데, 갓파더즈 호(갓파더의 여자들 중 하나), 마이티 몰리, 트리시 스트레터스, 테리 러넬스 등이 있다.

## 기록들
- 초대 챔피언 : 맨카인드
- 마지막 챔피언 : 랍 밴 댐(통합) (실질적인 마지막 챔피언은 타미 드리머)
- 최장기간 챔피언 : 빅 보스 맨 (97일)
- 최단기간 챔피언 : 갓파더즈 호 (12초)
- 최다 챔피언 : 레이븐 (26회)
- 최중량급 챔피언 : 빅 쇼 (230kg)
- 최경량급 챔피언 : 테리 (45kg)
- 최고령 챔피언 : 팻 패더슨 (59세 158일)
- 최연소 챔피언 : 크리스토퍼 노윈스키 (23세 285일)
- 총 보유 최장기간 챔피언 : 스티브 블랙맨 (172일)

## 역대 챔피언
- 맨카인드 (초대 챔피언)
- 빅 보스 맨
- 로드 독
- 하드코어 할리
- 빌리 건
- 알 스노우
- 브리티시 불독
- 테스트
- 크래쉬 할리
- 페트 가스
- 태즈
- 비세라
- 후나키
- 로드니
- 조이 어브스
- 쓰래셔
- 페리 새턴
- 매트 하디
- 갓파더즈 호 (첫 번째 여성 하드코어 챔피언)
- 제럴드 브리스코
- 팻 패더슨
- 스티브 블랙맨
- 셰인 맥맨
- 레이븐
- 빅 쇼
- 케이 퀵
- 라이노
- 케인
- 크리스 제리코
- 마이크 어썸
- 제프 하디
- 랍 밴 댐 (마지막 챔피언)
- 커트 앵글
- 언더테이커
- 메이븐
- 골더스트
- 스파이크 더들리
- 허리케인
- 마이티 몰리 (두 번째 여성 하드코어 챔피언)
- 크리스찬
- 버버레이 더들리
- 윌리엄 리갈
- 타미 드리머
- 스티비 리챠드
- 숀 스타샥
- 저스틴 크레더블
- 부커 T
- 트리시 스트래터스 (네 번째 여성 하드코어 챔피언)
- 테리 (세 번째 여성 하드코어 챔피언)
- 브래드쇼
- 크리스토퍼 노윈스키 (하버드 대학교 출신 챔피언)
- 자니 스텀볼리

## 같이 보기
- WWE 인터콘티넨탈 챔피언십
- WWE 유나이티드 스테이츠 챔피언십
- WWE 유러피언 챔피언십
- WWE 24/7 챔피언십
- WCW 월드 텔레비전 챔피언십
- TNA 킹 오브 더 마운틴 챔피언십
- 그랜드 슬램 챔피언십